# Gili Cohen
Gili Cohen –en hebreo, גילי כהן– (Jerusalén, 19 de junio de 1991) es una deportista israelí que compite en judo. Ganó una medalla de bronce en el Campeonato Europeo de Judo de 2014, en la categoría de –52 kg.

## Palmarés internacional
| Campeonato Europeo | Campeonato Europeo    | Campeonato Europeo | Campeonato Europeo |
| Año                | Lugar                 | Medalla            | Categoría          |
| ------------------ | --------------------- | ------------------ | ------------------ |
| 2014               | Montpellier (Francia) | Medalla de bronce  | –52 kg             |